# Nematopodius dimidiatus
Nematopodius dimidiatus är en stekelart som först beskrevs av Brulle 1846.  Nematopodius dimidiatus ingår i släktet Nematopodius och familjen brokparasitsteklar. Inga underarter finns listade i Catalogue of Life.